# أليس باتن
أليس باتن (بالإنجليزية: Alice Patten)‏ هي ممثلة بريطانية، ولدت في 1980 في لندن في المملكة المتحدة.

## أعمال

### أفلام
- رانج دي باسانتي[5]

## وصلات خارجية
- أليس باتن على موقع IMDb (الإنجليزية)
- أليس باتن على موقع قاعدة بيانات الفيلم (الإنجليزية)